# Юй Дань
Юй Дань (кит. упр. 喻丹, пиньинь Yù Dān, род. 18 августа 1987) — китайский стрелок, бронзовый призёр Олимпийских игр 2012 в Лондоне.

## Биография
Юй Дань родилась в 1987 году в районе Дунсин городского округа Нэйцзян провинции Сычуань. В апреле 2004 года её случайно заметил на спортплощадке тренер по стрельбе Цзян Вэйдун и, опытным глазом тут же распознав талант, пригласил в спортшколу. Уже после двух месяцев обучения в спортшколе она превзошла прочих сверстников, а в августе 2004 года Цзян Вэйдун выставил её на проходившие в Нэйцзяне соревнования по стрельбе провинции Сычуань, где она, проучившись немногим более трёх месяцев, заняла второе место среди женщин. В результате в октябре 2004 года Юй Дань вошла в сборную провинции Сычуань.
В 2009 году Юй Дань заняла второе место на 11-й Спартакиаде народов КНР, а в 2010 году завоевала в составе команды золотую медаль 16-х Азиатских игр. На Олимпиаде 2012 года она стала обладателем бронзовой медали.